# Strzegowa
Strzegowa [pronunciación en polaco: /stʂɛˈɡɔva/] es un pueblo ubicado en el distrito administrativo de Gmina Nowe Skalmierzyce, dentro del Distrito de Ostrów Wielkopolski, Voivodato de Gran Polonia, en el oeste de Polonia central. Se encuentra aproximadamente a 7 kilómetros al sureste de Skalmierzyce, a 25 kilómetros al este de Ostrów Wielkopolski, y a 113 kilómetros km al sureste de la capital regional Poznań.